# 阿巴伊拉
阿巴伊拉是巴西巴伊亚州的一个市镇。总面积578.36平方公里，总人口8776人，人口密度15.2人/平方公里。